# Pileolaria brevipes
Pileolaria brevipes är en svampart som beskrevs av Berk. & Ravenel 1874. Pileolaria brevipes ingår i släktet Pileolaria och familjen Pileolariaceae.   Inga underarter finns listade i Catalogue of Life.